# Riverdance
Riverdánce — це театралізоване шоу, яке складається з традиційних ірландських танців, відрізняється швидкими рухами ніг в той час як тіло і руки є непорушними.

## Історія
Танцювальне шоу Riverdance вперше було представлено в антракті пісенного конкурсу Євробачення у 1994 році, який проводився 30 квітня у Дубліні. У цьому виступі брали участь чемпіони з ірландських танців Джин Батлер і Майкл Флетлі, а також кельтський хор Anúna; музика була написана композитором Біллом Віланом.

## Riverdance нині
Riverdance як і раніше виступає по всьому світу, у тому ж форматі але з меншою кількістю виконавців, ніж у минулому. Нині шоу проходить на сценах невеликих театрів, у той час як минулі постановки вимагали великих сцен театрів і арен. Зараз у фіналі шоу виступають 20 танцюристів, у той час як у 1994 році на Євробаченні, у оригінальному шоу вступили 32 танцюристи.
Кожне шоу «Riverdance» назване на честь ірландської річки.